# SC Düdingen
Der SC Düdingen ist ein Fussballverein in der Schweiz aus der Gemeinde Düdingen im Kanton Freiburg. Momentan spielt der SC Düdingen in der 2. Liga interregional, der fünfthöchsten Liga der Schweiz.

## Geschichte

### Gründung und Beginn
Unter dem Namen "Fussballklub Düdingen" gründete 1924 eine Gruppe Jungmänner den Fussballklub. Diese Gruppe traf sich im Juli 1924 im Hotel «Bahnhof», Düdingen zur Gründungsversammlung. Der erste Vorstand des Klubs bestand aus dem 
- Präsidenten Romain de Meyer, seinem
- Vizepräsidenten Jules Sapin und dem
- Kassier Louis Vuarnoz.

Da der neugegründete Verein vorerst dem Schweizerischen Fussballverband nicht angeschlossen war, absolvierte dieser eine Reihe von Freundschaftsspielen. Vor allem in den Sommermonaten – mehrere der Spieler waren Studenten und zum Teil auch nur während dieser Zeit ortsanwesend – wurde dann jede Möglichkeit wahrgenommen, Fussballsport auszutragen. 
Die ersten Spiele waren erfolgreich. In Gurmels wurden die Platzherren 2:1 geschlagen. Gegen St. Niklaus-Freiburg schaute ein 2:0-Sieg heraus und darauf wurde mit dem knappen Resultat von 1:0 der FC Flamatt bezwungen. Nochmals zwei Erfolge gegen Freiburg II und wiederum Gurmels schlossen die Saison ab. Nach seiner Gründung im Jahre 1924 konnte der Fussballklub Düdingen in der Nähe des Brugerawaldes ein erstes Spielfeld finden. Ab 1931 spielten die Düdinger Fussballer auf einem gepachteten Feld beim Hasliweg.

### 70er Jahre und erster Aufstieg
Nach dem abermaligen Aufstieg in die zweite Liga im Jahre 1974 spielte die erste Mannschaft des SCD während fünf Jahren in der zweiten Liga. In der Saison 1978 gelang mit dem SC Düdingen erstmals einem Deutschfreiburgerverein den 2. Liga Meistertitel zu gewinnen. In den folgenden Aufstiegsspielen für die 1. Liga aber scheiterten die Düdinger. Im folgenden Jahr wurden die Aufstiegsspiele wieder erreicht und dieses Mal besiegte das Team ihre Gegner und stieg zum ersten Mal in die 1. Liga auf um jedoch ein Jahr später wieder abzusteigen.

### Ära Waeber und zweiter Aufstieg
Gegen Ende des Jahrtausends übernahm der erfolgreiche Trainer Jean-Claude Waeber die Düdinger Mannschaft in der 2. Liga. Nach dem Aufstieg in die 2. Liga interregional stieg der SCD im Jahre 2005 zum zweiten Mal in die erste Liga auf. Die nachfolgenden 1. Liga Saison beendete man mit 31 Punkten aus 30 Spielen auf dem 13. Platz. Somit konnte der Wiederabstieg verhindert werden und man durfte in der Saison 2006/07 ein weiteres Mal in der 1. Liga spielen. Bis zur Winterpause konnte man nur selten gewinnen und befand sich zur Saisonhälfte auf einem Abstiegsplatz. Der langjährige Trainer Waeber wurde durch den ehemaligen Nationalspieler Adrian Kunz ersetzt. Der SC Düdingen blieb schlussendlich in der 1. Liga.
2009 musste der SC Düdingen unter Trainer Martin Weber absteigen, konnte jedoch den Ligaerhalt am grünen Tisch sichern (Zwangsabstieg höherklassiger Mannschaften). Für die neue Saison 2009/10 setzte man auf einheimische Talente. Dies und der Zuzug der erfahrenen Spieler Adrian Schneuwly und Pascal Jenny waren der Grundstein der erfolgreichsten Saison der Clubgeschichte bisher: 4. Rang in der ersten Liga mit 47 Punkten und einem Torverhältnis von 62:49 aus 30 Spielen.